# Гігіберія Борис Герасимович
Борис Герасимович Гігіберія (20 жовтня 1917, місто Тифліс, тепер Тбілісі, Грузія — 27 лютого 1974, місто Тбілісі, тепер Грузія) — грузинський радянський державний діяч, секретар ЦК КП Грузії, голова Ради міністрів Абхазької АРСР. Депутат Верховної ради Грузинської РСР.

## Життєпис
З жовтня 1940 року — в Червоній армії, учасник німецько-радянської війни. З липня по 20 жовтня 1941 року служив командиром батареї 152-мм гаубиць 340-го артилерійського полку 172-ї стрілецької дивізії на Кримській ділянці фронту. У жовтні 1941 року був важко поранений, лікувався у військових госпіталях. На лютий 1944 року — начальник 3-ї частини Кіровського районного військового комісаріату міста Чкалова (РРФСР).
Член ВКП(б) з 1947 року.
Перебував на відповідальній партійній роботі.
У 1972 — лютому 1973 року — голова Ради міністрів Абхазької АРСР.
21 лютого 1973 — 27 лютого 1974 року — секретар ЦК КП Грузії.
Помер 27 лютого 1974 року в місті Тбілісі.

## Звання
- лейтенант
- старший лейтенант

## Нагороди
- орден Червоної Зірки (21.02.1945)